# Хорор филм
Хорор филмови су филмови који би требало да изазову страх, стрепњу и ужас код гледаоца.
Хорор филмови често истражују мрачне теме и могу се бавити трансгресивним темама. Тематика хорор филмова углавном је везана за смрт и мистичне догађаје. У скоро сваком хорор филму централни лик је негативац. Ранији хорор филмови су углавном били засновани на готској литератури са чудовиштима, као што су вампири, вукодлаци, духови и друго. 
Хорор филмови постоје више од једног века. Ране инспирације пре развоја филма укључују фолклор, верска веровања и сујеверја различитих култура, као и готичку и хорор литературу аутора као што су Едгар Алан По, Брем Стокер и Мери Шели. Од порекла немих филмова и немачког експресионизма, хорор је постао кодификовани жанр тек након објављивања Дракуле (1931). Многи поджанрови су се појавили у наредним деценијама, укључујући хорор за тело, хорор комедије, еротски хорор, слешер филмове, сплатер филмове, натприродни хорор и психолошки хорор. Жанр се производи широм света, различит у садржају и стилу између региона. Хорор је посебно истакнут у кинематографији Јапана, Кореје и Тајланда. 
Филмови овог жанра су испрва били углавном нискобуџетни, са експлицитним сценама насиља. После Другог светског рата јасно се издвајају поджанрови хорора и настају први квалитетни и цењени филмови овог типа. Упркос томе што су због своје тематике предмет друштвених и правних контроверзи, неки хорор филмови и франшизе су доживели велики комерцијални успех, утицали су на друштво и изнедрили неколико икона популарне културе. 

## Карактеристике
Речник филмских студија дефинише хорор филм као „узнемирујућу и мрачну тему, која настоји да изазове реакције страха, терора, гађења, шока, неизвесности и, наравно, ужаса код својих гледалаца.“ У поглављу Америчка ноћна мора: хорор 70-их од Холивуда од Вијетнама до Регана (2002), филмски критичар Робин Вуд изјавио је да је заједничко хорор филмовима то што „чудовиште угрожава нормалност“. Ово је додатно проширено у The Philosophy of Horror, or Parodoxes of the Heart Ноела Керола, који је додао да „одбојност мора бити пријатна, о чему сведочи популарност жанра“.
Пре објављивања Дракуле (1931), историчар Гери Дон Роудс је објаснио да идеја и терминологија хорор филма још нису постојали као кодификовани жанр, иако су критичари користили термин „хорор“ да опишу филмове у рецензијама пре објављивања овог филма. „Хорор“ је био термин који се користио за описивање разних значења. Године 1913. Moving Picture World је дефинисао „хороре“ као приказивање „пругастих осуђеника, убојитих Индијанаца, насмејаних 'црноруких', пијаница убица.“ Неки наслови који сугеришу хорор као што је Рука хорора (1914) био је мелодрама о лопову који краде од сопствене сестре. Током неме ере, термин хорор се користио за описивање свега, од „сцена битака“ у ратним филмовима до прича о зависности од дроге. Роудс је закључио да се термин „хорор филм“ није користио у раној кинематографији.
Жанр мистерије био је у моди и филм о Дракули је промовисан као мистериозни филм, што је било уобичајено, упркос томе што су се роман, игра и прича филма ослањали на натприродно. Њуман је расправљао о жанру у Companion to Horror Британског филмског института где је приметио да је хорор филмове из 1930-их било лако идентификовати, али након те деценије, али да је временом постало теже. Њуман пише да "што су нејасније разлике, хорор постаје мање дискретан жанр него ефекат који може бити распоређен у било ком броју наративних поставки или наративних образаца”. Четрдесетих година 20. века хорор филм је гледан на различите начине. Критичар Зигфрид Кракауер уврстио је Изгубљени викенд међу „филмове терора“, заједно са Сенка сумње, Мрачни угао (1946), Плинска светлост (1944), Шок (1946), Спирално степениште (1946), Странац (1946), Зачаран (1945), док је две године раније Њујорк Тајмс описао нови циклус “хорор” продукције су укључивале Плинска светлост, Жена на прозору (1944), Тамне воде (1944), Лора и Госпођица фантом (1944). Марк Јанкович је написао у The Shifting Definitions of Genre: Essays on Labeling Films, Television Shows and Media (2008) да је термин практично синоним за мистерију и генерички термин, не ограничавајући се на филмове који се баве чудним и језивим.
Разни списи о жанру од Алтмана, Лоренса Аловеја (Violent America: The Movies 1946-1964 (1971)) и Питера Хачингса (Approaches to Popular Film (1995)) имплицирају да је лакше гледати филмове као циклусе супротстављене жанровима, сугеришући да је слешер филм посматран као циклус, у смислу  како је филмска индустрија била економски и продукцијски мудра, кадровски укључена у своје епохе, и како су се филмови пласирали, изложили и били дистрибуирани. Марк Јанкович је у једном есеју изјавио да „не постоји једноставно 'колективно уверење' о томе шта чини хорор жанр” између обожавалаца и критичара жанра. Јанкович је открио да постоје несугласице код публике која је хтела да се хорор истакне. Ово се кретало од љубитеља различитих жанрова који филм попут Осми путник (1979) сматрају да припада научној фантастици, до база обожаватеља хорора који га одбацују као да није аутентичан ни за један жанр. Даље дебате постоје међу љубитељима жанра са личним дефиницијама „правих“ хорор филмова, као што су обожаваоци који прихватају култне личности попут Фредија Кругера из серије Страва у Улици брестова, док се други одвајају од ликова и серија и фокусирају на жанровског аутора попут Дарија Арђента. Други фанови Арђентове филмове сматрали би превише мејнстрим, преферирајући више андерграунд филмове. Ендрју Тјудор је написао у Monsters and Mad Scientists: A Cultural History of the Horror Movie сугерише да је „Жанр оно што ми заједно верујемо да јесте“.
Поред ових перспектива, Роудс наглашава еволуцију хорор жанра кроз различите културне и историјске контексте. Он говори о утицају друштвено-политичких фактора на жанр, као што су утицај Првог и Другог светског рата, Велике депресије и Хладног рата, који су обликовали теме и наративе хорор филмова. На пример, страхови послератне ере манифестовани су у хорор филмовима као страх од инвазије, контаминације и непознатог, одражавајући колективну психу тог времена. Роудс такође истиче значај технолошког напретка, као што је појава звука у биоскопу, који је револуционисао хорор жанр тако што је побољшао његову способност изазивања страха и неизвесности путем слушних ефеката.
Штавише, флексибилност и прилагодљивост хорор жанра су кључне за његову трајну популарност. Како Роудс примећује, жанр се континуирано развија, уграђујући елементе из других жанрова и реагујући на савремене друштвене страхове и стрепње. Ова прилагодљивост је очигледна у различитим поджанровима који су се појавили током година, као што су психолошки хорор, хорор тела и хорор пронађених снимака, од којих се сваки бави различитим аспектима људског страха и непознатог.
Родс такође истражује улогу цензуре и регулативе у обликовању хорор жанра. Примена Хајсовог кодекса 1930-их и каснији системи оцењивања утицали су на приказ насиља и сексуалности у хорор филмовима. Ова регулатива је често гурала филмске ствараоце да пронађу креативне начине да имплицирају хорор елементе без експлицитног садржаја, што је довело до фокуса на атмосферу, сугестију и психолошки хорор. Попуштање цензуре крајем 20. века омогућило је више експлицитних хорора, што је допринело настанку поджанрова као што су сплатер филмови и порнографија мучења.

### Филмске технике
У студији Џејкоба Шелтона, детаљно је истражено много начина на које се публиком манипулише кроз хорор филмове. Негативни простор је један од таквих метода који може да игра улогу у изазивању реакције, узрокујући да се очи на даљину наслањају на било шта у кадру – зид или празну црну празнину у сенци.
Џамп-скер (енгл. jumpscare) је троп хорор филма, где нагла промена слике праћена гласним звуком намерава да изненади гледаоца. Ово се такође може поништити да би се створила тензија, где би публика могла да осети више нелагоде и нелагодности предвиђањем страха од скока.
Огледала се често користе у хорор филмовима за стварање визуелне дубине и подизање напетости. Шелтон тврди да су огледала коришћена толико често у хорор филмовима да је публика постала условљена да их се плаши, а подметање очекивања публике да ће се уплашити у огледалу може додатно да подстакне напетост. Уско кадрирање и крупни планови се такође често користе; они могу изградити напетост и изазвати анксиозност тако што не дозвољавају гледаоцу да види даље од онога што је око протагонисте.
Интеракција између хорор филмова и њихове публике је још један значајан аспект о којем расправља Роудс. Он напомиње да хорор филмови често служе као сигуран простор за гледаоце да се суоче и процесуирају своје страхове. Ово катарзично искуство може пружити психолошко олакшање и осећај оснажења док се гледаоци суочавају и превазилазе своје анксиозности у контролисаном окружењу. Заједничко искуство гледања хорор филмова у биоскопима или дискусије о њима у заједницама обожавалаца такође игра кључну улогу у утицају и популарности жанра.

### Музика
Музика је кључна компонента хорор филмова. У филму Музика у хорор филму (2010), Лернер пише да „музика у хорор филму често чини да се осећамо угрожено и непријатно“ и намерава да појача атмосферу створену у сликама и темама. Дисонанца, атоналност и експерименти са тембром су типичне карактеристике које композитори користе у музици хорор филмова.

## 1890 — 1960.
Први филмови који се могу сматрати хорорима јесу нека нема, краткометражна остварења Жоржа Мелијеса из средине 1890-их, међу којима се као први хорор филм икада издваја Ђавоља кућа из 1896. године. Три године касније, појављују се први јапански филмови страве и ужаса, а 1910. и први хорор-блокбастер - Франкенштајн.
Први дугометражни филмови ове врсте се појављују са Квазимодом - првим дугометражним чудовиштем у историји филма, јунаком романа Звонар Богородичине цркве у Паризу Виктора Игоа. Двадесете године прошлог века су период када настају нека од најпознатијих имена из света филма: Доктор Џекил и Господин Хајд (1920), Фантомска кочија (1921), Носферату – Симфонија ужаса (1922) - прва адаптација Брам Стокеровог романа Дракула, Фантом из опере (1925). То је доба када стварају прве холивудске звезде хорор филма - Лон Чејни Старији, Бела Лугоши и Борис Карлоф. Године 1941. појављује се филм Вукодлак - не први те врсте, али свакако од највећег утицаја на режисере данашњих акционих хорора.
1950е године у жанр страве и ужаса доносе нове теме, као што су: инвазија ванземаљаца, напад зомбија, мутирање инсеката и рептила, али и човека услед нуклеарног загађења (Други светски рат). Тада се хорор први пут грана на два жанра: апокалиптични хорор (који данас спада у научну фантастику) и демонски хорор који је данас еволуирао у неколико врста. Кристофер Ли 1957. године глуми у Проклетству Франкенштајна, а прве савремене хорор филмове почиње да ствара Теренс Фишер.

## 1960 — 1980.
Ово је период када настају најквалитетнији и најнаграђиванији хорор филмови. Хорор жанр до тада није сматран јаком категоријом, многи филмови су били неправедно потцењивани и сматрани популарном забавом публике. Шездесетих година се појављују веома успешне филмске адаптације мрачних прича Едгара Алана Поа, а првим савременим хорор-блокбастерима почињу да се граде, односно завршавају каријере. Наиме, награђиваним психолошким хорором Розмарина беба из 1968. године Роман Полански постаје светски познат и признат режисер, што само потврђује филмом Станар - његовим трећим хорором, снимљеним неколико година касније. Филмовима Психо и Птице, каријера Алфреда Хичкока достиже врхунац. Још један утицајан филм био је Ноћ живих мртваца из 1968. године који је касније доживео бројне римејкове и наставке.
Седамдесетих година у биоскопе излазе чувени Егзорциста са глумачком екипом коју чине Елен Берстин, Линда Блер, Макс фон Сидоу и други, као и филм Исијавање - Стенлија Кјубрика. То је доба нових тема у овом жанру - сада постају популарни зло дете, истеривање ђавола, као и теме тада насталих сплатер филмова. Најпознатији из тог периода су, поред поменута два, и Алис, слатка Алис са Брук Шилдс, Предсказање са Грегоријем Пеком, Брда имају очи, Тексашки масакр моторном тестером, Кери, као и Ноћ вештица и Петак 13. који су имали велик финансијски успех. Канадски редитељ Дејвид Кроненберг тада стиче међународну славу, иако је његове сплатере критика лоше оценила .
Последњи квалитетан филм пре него што наступи доба лоших хорора јесте Осми путник - Ридлија Скота . Освојио је бројне награде критике, али и велику финансијску добит. Амерички филмски институт га је прогласио 33. најбољим филмом свих времена. Сигорни Вивер је за улогу поручника Риплија номинована за Оскар за најбољу главну глумицу.

## 1980 — 2000.
Период од 80-их до средине 90-их година прошлог века се сматра периодом лоших хорор филмова, односно добом слешера. Слешери су филмови у којима је главни лик психопата, серијски убица, са којим најчешће долазе у сусрет тинејџери, углавном у напуштеним кућама или летњим камповима. Наиме, ови филмови страве и ужаса су снимани великом брзином, а за њихово снимање су издвајане минималне суме новца, и главни циљ режисера био је велик комерцијални успех за кратко време. Неки од хорора 70-их су тада доживели наставке, попут филмова: Ноћ вештица, Петак 13 који је имао чак 11 наставака и Страва у Улици брестова, која је поред укупно 7 делова, добила још 2 филма (1 римејк и 1 прекел) у периоду од 2000 ...
Снимање слешера се наставља и у другој половини 90-их, али са два изузетка: 1992. године излази добитник три Оскара, готички хорор Дракула са глумачком екипом коју чине Ентони Хопкинс, Кијану Ривс, Винона Рајдер, Моника Белучи и Гари Олдман, а који потписује Франсис Форд Копола. Две године касније појављује се високобуџетни готички хорор Интервју са вампиром са Томом Крузом, Бредом Питом, Антонио Бандерасом и Кирстен Данст у главним улогама. Филм је био номинован за два Оскара, а његова зарада данас износи преко 220 милиона долара. 
Касних деведесетих се снимају бројне пародије на тему хорора из 80-их година. Четири последња велика хорора прошлог века била су Анаконда, Знам шта сте радили прошлог лета, Врисак и велики биоскопски хит - филм Мумија са Рејчел Вајс и Бренданом Фрејзером у главним улогама.

## 2000 — 2010.
Почетак те деценије није обележен превеликим бројем хорор филмова. Слешери су имали још два велика успеха пре него што су полако почели бити смењивани неким другим поджанровима хорора: то су била два блокбастера, која су напунила биоскопе широм света - Последња екскурзија и Погрешно скретање. Године 2001. појављује се први велики психолошки хорор после Исијавања из 70-их година прошлог века - то је био филм Духови у нама, шпанског режисера Алехандра Аменабара, са Никол Кидман у главној улози. Уследили су филмови Духови прошлости са Мишел Фајфер, Рупа и Круг, Пакт са вуковима са Моником Белучи, Зора живих мртваца, Амитивилски ужас, 28 дана касније, Ван Хелсинг са Хјуом Џекменом, Огледала, затим пародија на хорор филмове - Мрак филм, али и два слешера, која су остварила знатну зараду: Хостел и Тестера. 
Веома успешан психолошки хорор 2010. године био је Црни лабуд, за који је Натали Портман освојила Оскар за најбољу главну глумицу, а који је зарадио више од 225 милиона долара у биоскопима широм света. Годину дана касније акциони хорор Вукодлак са Ентонијем Хопкинсом, Бенисиом дел Тором и Емили Блант добија Оскар за најбољу шминку.

## Познати ствараоци хорора
Први велики режисер филмова страве и ужаса био је Алфред Хичкок. Иако је до своја два култна хорор филма имао веома остварену каријеру, они су му донели огромну славну и успех. Филм Психо је био номинован за четири, а Птице за једног Оскара. Режисер који је обележио веома дуг период од 50 година, почев од 70-их је Вес Крејвен. Његову каријеру је обележио велики број успешних хорора. Роман Полански филмом Одбојност са Катрин Денев, започиње своју трилогију Ужаси стана, коју наставља и данас популарном Розмарином бебом са Мијом Фароу, а завршава филмом Станар са Изабел Ађани. Са ова три филма ушао је у Холивуд као један од најбољих не-америчких режисера на свету. Данас су два најуспешнија режисера хорор филмова Гиљермо дел Торо и Тим Бертон, који у све своје филмове додаје своју специфичну ноту морбидности. Његови најуспешнији хорор филмови су Свини Тод: Паклени берберин из улице Флит, Мртва невеста и Успавана долина.

## Подела хорор филмова
- Сплатер - хорор који застрашује сценама насиља и мучења.

Примери: Хостел (2005), Слагалица страве (2004), Господари пакла (1987), Ђавољи шкарт (2005), Српски филм (2010)...
- Слешер - филм чији је главни лик психопата или серијски убица, који најчешће прогони групу тинејџера.

Примери: Страва у Улици брестова (1984), Петак 13 (1980), Ноћ вештица (1978), Врисак (1996), Знам шта сте радили прошлог лета (1997)...
- Акциони хорор - филмови са вампирима, вукодлацима и зомбијима често имају елементе акционог филма и авантуре.

Примери: Ван Хелсинг (2004), Мумија (1999), Повратак мумије (2000), Притајено зло (2002), Подземни свет (2003)...
- Психолошки хорор - хорор који изазива страх музиком, кадровима или чињеницама које закључује публика, а које главни јунак не може да схвати; то су филмови који треба да уплаше гледаоца без употребе физичког насиља.

Примери: Розмарина беба (1968), Црни лабуд (2010), Духови у нама (2001), Кад јагањци утихну (1991), Кабинет доктора Калигарија (1920)...
- Готички хорор - филм са елементима хорора и љубавне драме, често адаптација неког романа.

Примери: Интервју са вампиром (1994), Дракула (1992), Отвори врата правом (2008), Гримизни врх (2015), Ђавоља кичма (2001)...
- Природни хорор - поджанр хорор филма који има за циљ застрашивање биљкама или животињама које убијају.

Примери: Ајкула (1975), Птице (1963), Пирана (1978), Анаконда (1997), Арахнофобија (1990)...
- Натприродни хорор - хорори у коме се ликови суочавају са натприродним силама, као што су демони и духови.

Примери: Истеривач ђавола (1973), Поседнуће (1963), Полтергајст (1982), Астрална подмуклост (2010), Призивање зла (2013)...
- Пронађени снимак - главни ликови су направили снимак, који је касније неко пронашао, док су они нестали или су убијени.

Примери: Вештица из Блера (1999), Паранормална активност (2007), REC (2007), V/H/S (2012), Посета (2015)...
- Фолк хорор - поджанр хорора који користи елементе фолклора да би пробудио страх код публике.

Примери: Човек од прућа (1973), Средина лета (2019), Голем (1915), Виј (1967), Наслеђено зло (2018)...
- Ђало - врста хорора карактеристична за италијанске редитеље, у којима главни лик покушава да открије идентитет серијског убице, који најчешће носи црни капут и рукавице. Многи ђало сматрају подврстом слешера, који је настао у Америци под директним утицајем ових италијанских филмова.

Примери: Тамно црвено (1975), Птица са кристалним перјем (1970), Безумље (1980), Крв и црна чипка (1964), Феномен (1985)...
- Научнофантастични хорор - мешавина хорора и научне фантастике.

Примери: Осми путник (1979), Франкенштајн (1931), Реаниматор (1985), Предатор (1987), 28 дана касније (2002)...
- Телесни хорор - филмови који приказују гротескне и узнемирујуће промене на људском телу.

Примери: Мува (1986), Видеодром (1983), Аутопсија Џејн Доу (2016), Друштво (1989), Злоћудно (2021)...
- Комични хорор - мешавина хорора и комедије.

Примери: Гремлини (1984), Леприкон (1993), Мрак филм (2000), Шон живих мртваца (2004), Накарадно (2020)...

## Даље читање
- Dixon, Wheeler Winston. A History of Horror. (Rutgers University Press; 2010),  978-0-8135-4796-1.
- Steffen Hantke, ed. American Horror Film: The Genre at the Turn of the Millennium (University Press of Mississippi; 2010), 253 pages.
- Petridis, Sotiris (2014). "A Historical Approach to the Slasher Film". Film International 12 (1): 76–84.
- Gooch, Joshua. Capitalism Hates You: Marxism and the New Horror Film. (Minnesota University Press, 2025),  978-1-517917975